# Atrofia
Atrofia (stgr. ἀτροφία atrophia), zanik, wiąd – stopniowe zmniejszanie się objętości komórki, tkanki, narządu lub części ciała. Wyróżnia się zanik fizjologiczny i patologiczny.
Typy zaników:
- z braku czynności, atrophia ex inactivitate (np. dłuższe unieruchomienie kończyny powoduje zmniejszenie jej średnicy)
- z ucisku, atrophia e compressione (np. w obrębie kości z powodu naczyń)
- z niedożywienia, atrophia ex inanitione (np. tkanka tłuszczowa)
- z odnerwienia, atrophia neurotrophica (np. mięśni, atrophia musculorum)
- hormonalny, atrophia hormonalis (np. brak ACTH powoduje zanik kory nadnerczy, przy obniżonym poziomie estrogenów – zanik endometrium, nabłonka pochwy, sutka u kobiet po menopauzie; drugi przykład jest fizjologią)
- starczy, atrophia senilis (serce, mózg – zachodzi fizjologicznie z wiekiem).

Atrofia występuje z powodu spadku syntezy białek oraz/lub przy wzroście katabolizmu białek.
Morfologicznie wyróżnia się:
- A. simplex
- A. fusca
- A. fibrosa
- A. lipomatosa
- A. excentrica

W patomorfologii zanik zaliczany jest do zmian wstecznych.